# Comté de Licking
Le comté de Licking (en anglais : Licking County) est un des 88 comtés de l’État de l’Ohio, aux États-Unis.
Son siège est fixé à Newark.